# Domowina
A Domowina (szorbul "Haza") a szorb nép független szövetsége, valamint a németországi Oberlausitz (Felső- vagy Szász-Lausitz) és Niederlausitz (Alsó- vagy Porosz-Lausitz) szorb társaságainak ernyőszervezete.

## Története
Az 1912-ben Hoyerswerdában alapított Domowina, amely jelenleg a szászországi Bautzenben működik a szorb nép más kulturális intézményeinek az ernyőszervezeteként.
A szorb Domowina – Haza – nevet a szervezet társalapítója, Bogumił Šwjela nochteni evangélikus lelkész és szorb nyelvész javasolta.
1937-ben a náci hatóságok bezárták, majd 1945. május 10-én, közvetlenül a második világháború után újra létrejött, és a Német Demokratikus Köztársaságban visszanyerte hivatalos státuszát.
A keletnémet időszak alatt a Domowina a Nemzeti Fronthoz tartozó tömegszervezet volt, és ténylegesen a Német Szocialista Egységpárt ellenőrzése alatt állt. Bár a kormány elismerte a szorbokat az NDK-n belüli nyelvi közösségként, de nem ismerték el őket kisebbségként, ami ellentétes volt a szervezet követeléseivel. A kelet-németországi kommunizmus bukása és Németország újraegyesítése után a Domowina ismét megreformálódott, ezúttal független szervezetként.
Regionális egyesületei működnek Bautzenben, Kamenzben, Hoyerswerdában, Cottbusban és Schleifében.

## Tagszervezetek
A Domowinához következő egyesületek tartoznak:
- a regionális egyesületek (Bautzen, Kamenz, Hoyerswerda, Cottbus és Schleife)
- a Szorb Iskola Egyesület (der Sorbische Schulverein)
- a Szorb Diákok Szövetsége (der Bund sorbischer Studierender)
- a Szorb Sokoł – szorb sportklub (der Serbski Sokoł – Sorbischer Sportverein)
- a Szorb Kulturálisturizmus Egyesült (der Sorbische Kulturtourismus)
- Maćica Serbska  – szorb tudományos egyesület (die Maćica Serbska – sorbischer wissenschaftlicher Verein)
- a Szorb Énekklubok Szövetsége (der Bund sorbischer Gesangvereine)
- a Szorb Művészek Szövetsége (der Sorbische Künstlerbund)
- a Cyrill-Methodius-Verein – Katolikus Szorbok Szövetsége (der Cyrill-Methodius-Verein – Verein katholischer Sorben)
- "Pawk" – Szorb Ifjúsági Szövetség („Pawk“ – sorbischer Jugendverband)
- a Szorb Kézművesek és Vállalkozók Szövetsége (der Bund sorbischer Handwerker und Unternehmer)
- a szorb népi kultúra támogató csoportja (der Förderkreis für sorbische Volkskultur)
- a Berlini Szorb Kulturális és Információs Központot Támogató Társaság (die Gesellschaft zur Förderung eines Sorbischen Kultur- und Informationszentrums in Berlin)
- és pártoló tagként a Bildungsgut Schmochtitz Sankt Benno

## Elnökök
- Arnošt Bart (1912–1927)
- Jakub Šewčik (1927–1930)
- Jan Křižan (1930–1933)
- Pawoł Nedo (1933–1950)
- Kurt Krjeńc (1951–1973)
- Jurij Grós (1964–1990)[4]
- Bjarnat Cyž (1990–1991)
- Jan Pawoł Nagel (1991–1992)
- Jakub Brankačk (1993–2000)
- Jan Nuk (2000–2011)
- David Statnik (2011–)

## Fordítás
- Ez a szócikk részben vagy egészben  a   Domowina című angol Wikipédia-szócikk ezen változatának fordításán alapul.  Az eredeti cikk szerkesztőit annak laptörténete sorolja fel. Ez a jelzés csupán a megfogalmazás eredetét és a szerzői jogokat jelzi, nem szolgál a cikkben szereplő információk forrásmegjelöléseként.